# تاتسويا إيندو
تاتسويا إيندو (باليابانية: 遠藤 達哉) (ولد في 23 يوليو 1980) هو فنان مانغا ياباني، كتب أعمالا عديدة أهمها عمله الحالي سباي إكس فاميلي، الذي نشر في مجلة شونن جمب+، حيث طبعت منه أكثر من عشرة ملايين نسخة ورقية لأول سبع مجلدات منه.